# Brittiska mästerskapet 1884/1885
Brittiska mästerskapet 1884/1885 var den 2:a upplagan av Brittiska mästerskapet i fotboll.

## Tabell
| Nr | Lag       | S | V | O | F | GM | IM | MS  | P |
| -- | --------- | - | - | - | - | -- | -- | --- | - |
| 1  | Skottland | 3 | 2 | 1 | 0 | 17 | 4  | +13 | 5 |
| 2  | England   | 3 | 1 | 2 | 0 | 6  | 2  | +4  | 4 |
| 3  | Wales     | 3 | 1 | 1 | 1 | 10 | 11 | −1  | 3 |
| 4  | Irland    | 3 | 0 | 0 | 3 | 4  | 20 | −16 | 0 |

## Matcher
|  | 28 februari 1885 | England                                                        | 4 – 0 | Irland | Whalley Range |            |
|  |                  | Joe Lofthouse Charles Bambridge Benjamin Spilsbury James Brown |       |        | Manchester    | Manchester |
|  |                  |                                                                |       |        | Manchester    | Manchester |
|  |                  |                                                                |       |        | Manchester    | Manchester |

|  | 14 mars 1885 | Skottland | 8 – 2   | Irland | Hampden Park          |                       |
|  |              | W. Lamont 10′ William Turner 12′ Robert Calderwood 15′ John Marshall 35′ Alex Higgins 51′, 60′, 70′ Alexander Barbour 53′ | (4 – 0) |        | Glasgow Publik: 6 000 | Glasgow Publik: 6 000 |
|  |              | |         |        | Glasgow Publik: 6 000 | Glasgow Publik: 6 000 |
|  |              | |         |        | Glasgow Publik: 6 000 | Glasgow Publik: 6 000 |

|  | 14 mars 1885 | England          | 1 – 1 | Wales       | Leamington Road |           |
|  |              | Clement Mitchell |       | Job Wilding | Blackburn       | Blackburn |
|  |              |                  |       |             | Blackburn       | Blackburn |
|  |              |                  |       |             | Blackburn       | Blackburn |

|  | 21 mars 1885 | England               | 1 – 1   | Skottland          | The Oval                                            |                                                     |
|  |              | Charles Bambridge 57′ | (0 – 1) | 20′ Joseph Lindsay | London Publik: 8 000 Domare: John Sinclair (Irland) | London Publik: 8 000 Domare: John Sinclair (Irland) |
|  |              |                       |         |                    | London Publik: 8 000 Domare: John Sinclair (Irland) | London Publik: 8 000 Domare: John Sinclair (Irland) |
|  |              |                       |         |                    | London Publik: 8 000 Domare: John Sinclair (Irland) | London Publik: 8 000 Domare: John Sinclair (Irland) |

|  | 23 mars 1885 | Wales                   | 1 – 8   | Skottland                                                                                        | Racecourse Ground                                     |                                                       |
|  |              | Robert Albert Jones 50′ | (0 – 3) | 8′, 80′ Robert Calderwood 20′, 76′ William Anderson 30′ David Allan 56′, 84′, 88′ Joseph Lindsay | Wrexham Publik: 4 000 Domare: Robert Sloane (England) | Wrexham Publik: 4 000 Domare: Robert Sloane (England) |
|  |              |                         |         |                                                                                                  | Wrexham Publik: 4 000 Domare: Robert Sloane (England) | Wrexham Publik: 4 000 Domare: Robert Sloane (England) |
|  |              |                         |         |                                                                                                  | Wrexham Publik: 4 000 Domare: Robert Sloane (England) | Wrexham Publik: 4 000 Domare: Robert Sloane (England) |

|  | 11 april 1885 | Irland                 | 2 – 8 | Wales                                                                 | Ulster Cricket Ground |         |
|  |               | Alex Dill Tom Molyneux |       | ×3 Herbert Sisson ×2 John Roach William Owen Tom Burke Humphrey Jones | Belfast               | Belfast |
|  |               |                        |       |                                                                       | Belfast               | Belfast |
|  |               |                        |       |                                                                       | Belfast               | Belfast |